# Mehdi Difallah
Mehdi Difallah (Francia, 15 de junio de 1984) es un árbitro de baloncesto francés de la FIBA.

## Trayectoria
Empezó a arbitrar en 2011 en la Pro A. Ascendió a la categoría de árbitro FIBA en el 2014 y a partir del 2017 es árbitro de Euroliga.

## Temporadas
| Categoría | País    | Año               |
| --------- | ------- | ----------------- |
| Pro A     | Francia | 2011 - Actualidad |
| FIBA      | Mundo   | 2014 - Actualidad |
| Euroliga  | Europa  | 2017 - Actualidad |